# Phyllochaetopterus gardineri
Phyllochaetopterus gardineri är en ringmaskart som beskrevs av Crossland 1904. Phyllochaetopterus gardineri ingår i släktet Phyllochaetopterus och familjen Chaetopteridae. Inga underarter finns listade i Catalogue of Life.